# 182-й окремий батальйон територіальної оборони Збройних Сил України
182-й окремий батальйон територіальної оборони Збройних Сил України (182 ОбТрО, в/ч А7348) — кадроване в мирний час формування Сил територіальної оборони Збройних сил України у Одеській області. Батальйон перебуває в структурі 122 ОБрТрО у складі Регіонального управління «Південь» Сил ТрО.

## Історія
Розгортання батальйону почалось з початку 2022 року. В перші дні масштабної агресії Росії проти України, батальйон перейшов на охорону та оборону визначених рубежів Одеської області, захищаючи прибрежну смугу та повітряний простір від ворожих БПЛА та дронів камікадзе типу Shahed-136.
з 2023 року батальйон перейшов на рубежі зони бойових дій Очаковської громади, де успішно провели бойові завдання охорони та оборони громади.
З 2024 року батальйон зайняв оборону н.п. Новопокровське, де успішно в перші дні відновили контроль над позиціями, закріпились та перейшли до оборони. Успішно були відбиті штурми противника з ураженням техніки.
З травня 2024 року батальйон знаходиться в зоні бойових дій Донецької області, де стримує ворога на Покровському напрямку.

## Командування
- майор Завгородній Андрій Олександрович (з 2024 р. — до т.ч.)
- підполковник Пшенишнюк Микола Іванович (з 2022 р. — д 2024.)